# Salottino privato
Salottino privato è un dipinto del pittore francese Henri de Toulouse-Lautrec, realizzato nel 1899 e conservato alla Courtauld Gallery di Londra.

## Descrizione
Il dipinto è stato variamente titolato: il Joyant, il più illustre dei biografi lautreciani, fa ricorso al titolo En cabinet particulier [Salottino privato], per quanto l'opera è conosciuta anche come Cena tête-â-tête e Al Rat Mort. Il Café-Bal Le Rat Mort era un locale abbarbicato sulla collina di Montmartre e frequentato assiduamente non solo da scrittori, ma anche da canaglie e da gentiluomini in cerca di avventure: non a caso, gli interni erano ammobiliati con divanetti e altri arredi congeniali per lo svolgersi di incontri amorosi piccanti. Il Rat Mort, infatti, si può considerare a pieno titolo il feudo delle cocotte, di quelle prostitute d'alta classe che si facevano portare a cena prima di cimentarsi in infuocate quanto peccaminose stramberie sessuali.
Toulouse-Lautrec realizzò Salottino privato nel 1899, dopo che fu rilasciato dalla clinica nella quale fu ricoverato per abuso di alcolici. Si tratta in effetti di una delle opere più rappresentative dell'ultima maniera del pittore, caratterizzata da un tratto meno graffiante e da un maggiore interesse per gli effetti tonali e luminosi. Siamo in un ristorante: lo si capisce dal tavolo, dove alla fragile leggerezza dei cristalli e dei bicchieri, resi con poche pennellate rapide, fa riscontro la massa compatta della ciotola di frutta, delineata con una pennellata grassa e disinvolta. In primo piano, inoltre, troviamo una donna: la sua veste viene tratteggiata da pennellate molto diluite, mentre il suo volto subisce l'enfasi di vaste aree tonali. Ma qual è l'identità di questa signora? Si tratta indubbiamente di Lucy Jordain, una delle prostitute d'élite più popolari di Montmartre: veste un'acconciatura di garza e un abito pateticamente pomposo ed è fiera di aver conquistato il grado più alto della gerarchia delle prostitute, come dimostra la sua bocca rossa e carnosa, arricciata in un sorriso altezzoso e sprezzante. È lei a dominare: il compagno è tagliato dall'inquadratura, ed è una figura marginale, anonima, sottomesso alla baldanza medusea della Jordain. Si è voluto identificare in questo uomo Charles Conder, pittore britannico amico del Lautrec che pure morì giovane dopo una vita sregolata.
Se un primo sguardo suggerisce un'atmosfera trasgressiva e gaudente, un'osservazione più attenta rivela come il dipinto sia in realtà percorso da una sottilissima tensione. La luce, infatti, si incupisce sul volto della donna, che chiude gli occhi a fessura ed è avvolta da un'aria assente, come se fosse estraniata rispetto al cliente. I due non si stanno parlando, né vogliono instaurare un seppur minimo contatto umano, tanto che presentano gli sguardi divergenti: soprattutto la Jordain sembra che stia ripetendo per l'ennesima volta un rituale degradato e degradante, dove non c'è spazio per l'emozione e per il coinvolgimento. Anche il suo sorriso, a ben guardare, sembrerebbe più una smorfia caricaturale: la raffigurazione, tuttavia, è priva di enfasi erotica o di intenti moralizzanti, siccome quello che Toulouse-Lautrec vuole è semplicemente raccontare, senza drammi e senza forzature, la vita di una cocotte in tutta la sua spontaneità.